# چکینی
چکینی (به لاتین: Trzeciny) یک روستای لهستان در لهستان است که در Gmina Wysokie Mazowieckie واقع شده‌است.